# 秘鲁铁路运输

Railways in Peru (interactive map)

秘鲁铁路运输具有悠久的历史。秘鲁的铁路运输主要为从海岸向内陆运行的独立线路，根据货运需求而非客运需求建造，从未形成真正的网络。
许多秘鲁铁路线路的起源应归功于授予美国企业家梅格斯（Henry Meiggs）和WR Grace and Company 的合同，但由于秘鲁山区的地形，铁路扩张缓慢，而且目前大部分现存的铁路都起源于20世纪。秘鲁的铁路运营也很有挑战性，尤其是在蒸汽机车时代。 
在1880年代后期，秘鲁的铁路主要有中央铁路、南方铁路等，由在伦敦注册并由美国人迈克尔和威廉 R. 格雷斯控制的秘鲁公司控制。  1972 年，他们被国有化为Empresa Nacional de Ferrocarriles del Perú (ENAFER)，但直到 1999 年大多数线路被私有化时，这家公司才作为运营商幸存下来。现在，仅有一小部分铁路运营定期客运。
塔克纳-阿里卡铁路穿过智利边境，每天运行两次，一次在早上，一次在傍晚。南部铁路通过横跨的的喀喀湖的船只与玻利维亚铁路连接。

## 主要线路

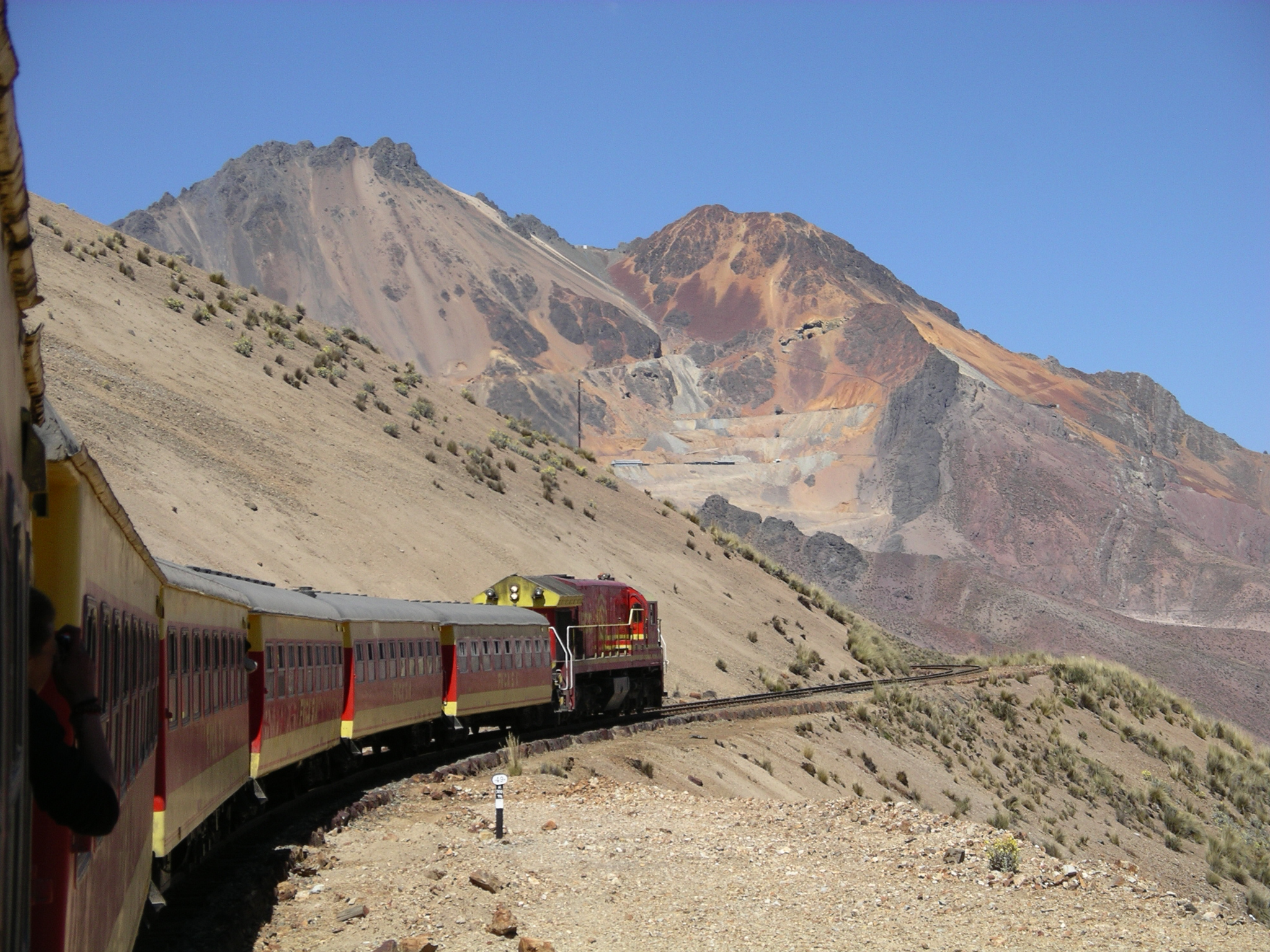
利馬-莫罗科查- 蒂克利奥 -拉奧羅亞-万卡约约客运专线

秘鲁中央铁路(FCC)，是秘鲁第一条铁路，于 1851 年 5 月 17 日开通，连接太平洋港口卡亞俄和首都利馬( 13.7 km（8.5 mi）标准规格)。 这被扩展形成卡亚俄、利马和奥罗亚铁路，于 1878 年向奇克拉开放，最初的承包商是亨利·梅格斯，工程师是欧内斯特·马林诺夫斯基，由爱德华·扬·哈比奇协助。该线路于 1893 年到达拉奥罗亚和万卡约（346 km（215 mi） ) 于 1908 年它是世界上第二高的铁路（继中国青藏铁路开通之后），梅格斯山下的 Galera 山顶隧道海拔4,783米（15,692英尺）和加莱拉站4,777米（15,673英尺）高于海平面，需要建筑壮举，包括许多之字形折返线路和钢桥。自 1999 年以来，它一直由在匹兹堡注册的铁路开发公司作为Ferrocarril Central Andino (FCCA)（与其关联的维护公司 Ferrovias Central Andina (FVCA)）运营。 没有定期客运，但从利马的德桑帕拉多斯車站开始有旅游观光客运线路运营。  1955 年 4 月，中央铁路在莫罗科查支线 ( 4,818米（15,807英尺）海拔高度）到 Volcán Mine，达到当时海拔高度4,830米（15,850英尺）的世界纪录 ，该支线目前已经停止运营。 

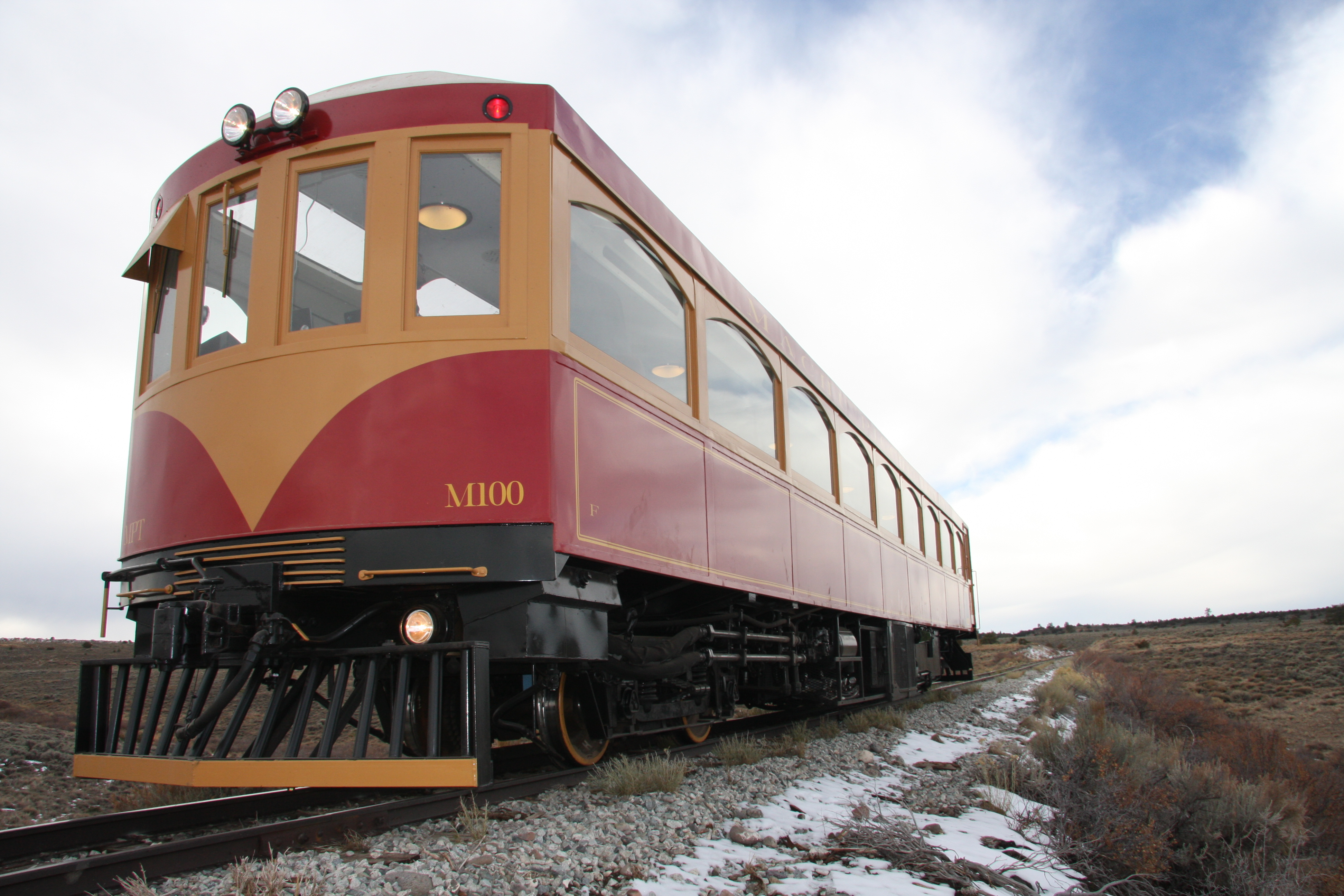
EIKON International制造的现代轨道车，最终目的地为库斯科 - 马丘比丘线

中央由Ferrocarril Huancayo - Huancavelica扩建，于 1904 年获得授权（工程师：查尔斯·韦伯），但在第一次世界大战期间工程中断，直到1926年仍没有完全建成（ 148 km（92 mi）的3英尺（914毫米）轨距) . 将线路延伸至太平洋沿岸的工作仍在继续，但从未完成。在省政府控制一段时间后，秘鲁政府于 2006 年 6 月同意 FCCA 继续将线路改造为1,435毫米（4英尺8+1⁄2英寸）。
1904 年以标准轨距形式开通的帕斯科山（Cerro de Pasco）铁路也在拉奥罗亚（La Oroya） 与中央铁路相连，为Cerro de Pasco地区的矿石开采提供服务。 它的所有业务都是完全北美式的 ，虽然主要是一条矿产线，但确实进行了客运业务，后来被称为“火烈鸟”，来自从佛罗里达东海岸铁路公司购买的线路。 拥有公司于 1974 年被国有化为 Centromín，铁路运营由 FCCA 接管。  80 km（50 mi）的3英尺（914毫米）  轨距已完成 Tambo del Sol-Pachitea 线路，最终将延伸至Pucallpa的Ucayali 河上的亚马孙河航海源头；这一愿望在 1957 年被政府放弃。 
秘鲁南部铁路于1871年开工兴建，从阿雷基帕到普诺，再到马塔拉尼海岸。铁路还在的的喀喀湖上经营轮船和火车渡轮，连接玻利维亚的瓜基。尽管胡利亞卡 – 庫斯科路段的工程于 1872 年开始，但直到 1908 年才完工。该部分的顶峰在 La Raya ( 4,313米（14,150英尺）海拔高度）。自 1999 年以来，它一直由Belmond Ltd.集团的子公司PeruRail运营，其旅游列车是唯一的客运服务。 
从库斯科出发， 3英尺（914毫米）  量规Ferrocarril Cuzco á Santa Ana （Ferrocarril Cuzco á Santa Ana）（工程师：Mauro Valderrama）于 1907 年获得授权，最初在2英尺6英寸（762毫米）  轨距，但第一部分直到 20 年代初才开放。它扩展到Aguas Calientes ( 113 km（70 mi） ) 于 1928 年，于 1931 年移交给政府控制。虽然进一步分阶段延伸至Quillabamba （1978 年到达），但山体滑坡（归因于厄尔尼诺现象）导致它在 1998 年被遗弃在 Hidroelectrica 之外。它现在由 PeruRail 和Inca Rail运营，是游客前往马丘比丘的唯一通道。   2010年初，它被山体滑坡切断。 
孤立的Ferrocarril Tacna á Arica于 1856 年完工。在太平洋战争之后，它和周围的领土移交给了智利；在 1929 年达成和解后，塔克纳线的一端归还秘鲁，而阿里卡港仍留在智利手中。第二次世界大战期间，英国对该线路的特许权归还给秘鲁政府。几十年来，这条线路一直对客运和货运开放，在塔克纳站设有博物馆藏品。 该线路于2012年5月关闭； 2014 年 6 月，秘鲁政府就重新开发该线路进行招标。 最后，该线路于 2016 年重新开放，每天提供两班服务。 

### 秘鲁铁路
| - 马塔拉尼- 港口 - 胡利亞卡- 交界处 - 胡利亞卡- 交界处 - 庫斯科-破轨， 3英尺（914毫米）局开始3英尺（914毫米） |  | - 胡利亞卡- 交界处，通过阿雷基帕- 第二大城市 - 普诺-的的喀喀湖上的铁路起点 - 库斯科-换轨距，结束4英尺8+1⁄2英寸（1,435毫米） - 阿瓜斯卡连特斯-马丘比丘的铁路起点 |

### 秘鲁沿海铁路
一条名为秘鲁沿海铁路Tren de la Costa的区域铁路线正在规划中，与苏拉纳（Sullana）市和伊卡（Ica）市之间的泛美公路平行，途经利马。 

## 其他线路
秘鲁最新的铁路是一条标准轨距线路，由南秘鲁铜业公司于 1959 年开通，从其位于 Toquepala 的露天矿到Ilo港（ 187 km或116 mi ) 后来的分支机构主要在通往其在 Cuajone 的工作区的隧道中。 
还有许多其他线路，现在全部关闭，主要用于矿产或农业交通，从利马北部的海岸和皮斯科省向内陆延伸。 在 1883 年割让给智利的Tarapacá 地区也有为硝酸盐矿床服务的线路
一些铁路展品，包括工作中的500毫米（19+3⁄4英寸）

## 与其他国家的铁路连接
- Bolivia – shipping from 1,435毫米（4英尺8+1⁄2英寸） railhead in Puno to 1,000毫米（3英尺3+3⁄8英寸） railhead in Guaqui across Lake Titicaca by car float (Lake Titicaca car float).
- Chile – a semi-isolated 1,435毫米（4英尺8+1⁄2英寸） Tacna-Arica Railway connected Tacna, Peru to the port of Arica, Chile. The line closed in 2012, but as of June 2014, there were plans to reopen it.[15]
- Ecuador – none.

## 地铁

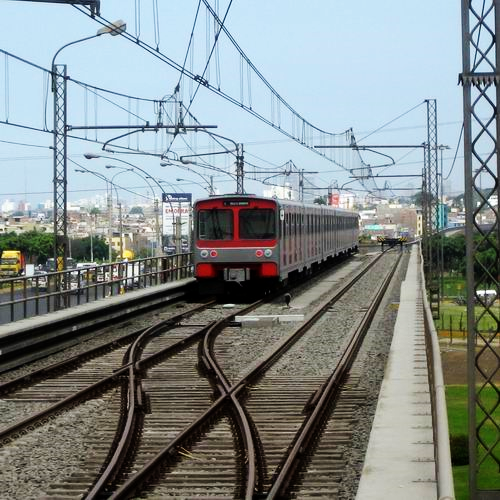
利马地铁一号线

利马有一个标准轨距的地铁服务，称为Lima Metro或Tren Eléctrico 。 1号线现在运营21 公里和16个车站，一号线二期正在建设中，该线将达到39个 公里在 2014 年。称为Metropolitano 的快速公交系统补充了该系统。 
轻轨Metro Wanka在安第斯中部城市万卡约进行了部分建设，但该项目最终失败了。

## 也可以看看
- Empresa Nacional de Ferrocarriles del Peru
- Ferrocarril Central Andino
- Huancayo-Huancavelica Railway
- PeruRail
- Transport in Peru
- Lima Tramway

## 延伸阅读
- Stephenson, Trevor H. . London: Minerva. 1995. ISBN 1-85863-404-0.